# Federico Valle
Federico Valle Pérez (ur. 5 września 1907, zm. 12 lutego 1993) – portorykański strzelec, olimpijczyk.
Brał udział w Letnich Igrzyskach Olimpijskich 1956 (Melbourne). Startował w jednej konkurencji, w której zajął 26. miejsce.

## Wyniki olimpijskie
| Igrzyska | Konkurencja | Wynik       | Miejsce | Źródło |
| -------- | ----------- | ----------- | ------- | ------ |
| IO 1956  | Trap        | 147 punktów | 26.     | [ 2 ]  |